# Dreams of Reason Produce Monsters
Dreams of Reason Produce Monsters è un album dell'artista cipriota naturalizzato britannico Mick Karn, pubblicato nel 1987.

## Tracce
1. First Impression – 5:11
2. Language Of Ritual – 5:39
3. Buoy – 4:57
4. Land – 4:25
5. The Three Fates – 4:14
6. When Love Walks In – 6:18
7. Dreams Of Reason – 3:48
8. Answer – 5:29

## Formazione
- Mick Karn - basso, tastiere, sassofono soprano, sassofono contralto, sassofono tenore, clarinetto, clarinetto basso, fisarmonica, batteria, percussioni, flauto, cori, suona (dida), arrangiamenti, artwork, produzione.
- Steve Jansen - tastiera, batteria, cori, arrangiamenti, produzione.
- David Sylvian - voce(3,6)
- Eric Willan - tromba(1), corno(5)
- Paul Jones - armonica(5)
- Bury Church School Choir - cori
- Keith Williams Music Ensemble - archi

Composto da – David Sylvian (tracce: 3, 6), Mick Karn (tracce: da 1 a 3, da 5 a 8), Steve Jansen (traccia: 4)